# Ametzola (stacja kolejowa)
Ametzola (hiszp. Estación de Amézola, bas: Ametzolako geltokia) – stacja kolejowa w Bilbao, w prowincji Vizcaya we wspólnocie autonomicznej Kraj Basków, w Hiszpanii.
Jest częścią Cercanías Bilbao i obsługuje pociągi linii C-1, C-2 i C-4.

## Położenie stacji
Znajduje się na linii kolejowej Bilbao – Santurce w km 1,4 na wysokości 71 m n.p.m.

## Historia
Stacja została otwarta w 1998 w ramach projektu Bilbao Ría 2000.

## Linie kolejowe
- Bilbao – Santurce